# Alan Watts
Alan Wilson Watts (6 Januar 1915 – 16 November 1973) var en engelsk filosof og spirituel forfatter. Han er især kendt for at have omsat østlige filosofier og spirituelle tilgange til en vestlig forståelse. Herunder skrev han især om buddhisme, taoisme og hinduisme som relevant filosofi og spiritualitet for et vestligt publikum. Watts var en vigtig del af modkulturen i 1960`erne, ungdomsoprøret og hippiebevægelsen. Han fik en stor betydning for udbredelsen af østlig filosofi i den vestlige verden.
Alan Watts blev oprindeligt uddannet teolog og ordineret præst. Senere blev han formelt oplært som zenbuddhistsik munk. Blandt Hans mest kendte bøger er Psychotherapy East and West. Heri argumenterer han for, at buddhismen kan forstås som en form for psykoterapi.

### Hovedværker udgivet i forfatterens levetid
- 1932 An Outline of Zen Buddhism, The Golden Vista Press (32-page pamphlet)
- 1936 The Spirit of Zen: A Way of Life, Work and Art in the Far East, E.P. Dutton ISBN 0-8021-3056-9
- 1937 The Legacy of Asia and Western Man, University of Chicago Press
- 1940 The Meaning of Happiness. (reprinted, Harper & Row, 1979, ISBN 0-06-080178-6)
- 1944 Theologia Mystica: Being the Treatise of Saint Dionysius, Pseudo-Areopagite, on Mystical Theology, Together with the First and Fifth Epistles, West Park, New York: Holy Cross Press OCLC 2353671
- 1947 Behold the Spirit: A Study in the Necessity of Mystical Religion, Pantheon Books, ISBN 0-394-71761-9
- 1948 Zen, James Ladd Delkin, Stanford, California
- 1950 Easter: Its Story and Meaning New York: Schuman
- 1950 The Supreme Identity: An Essay on Oriental Metaphysic and the Christian Religion, Noonday Press/Farrar, Straus & Giroux, OCLC 3429188 ISBN 0-394-71835-6
- 1953 Myth and Ritual in Christianity, Thames and Hudson, ISBN 0-8070-1375-7, including essay "God and Satan"
- 1957 The Way of Zen, Pantheon Books ISBN 0-375-70510-4
- 1958 Nature, Man and Woman, Pantheon Books, ISBN 0-679-73233-0
- 1959 Beat Zen Square Zen and Zen, San Francisco: City Lights Books, ASIN B000F2RQL4
- 1960 This Is It and Other Essays on Zen and Spiritual Experience, Pantheon Books, ISBN 0-394-71904-2
- 1961 Psychotherapy East and West, Pantheon Books, ISBN 0-394-71609-4
- 1962 The Joyous Cosmology: Adventures in the Chemistry of Consciousness, Pantheon Books
- 1963 The Two Hands of God: The Myths of Polarity, George Braziller
- 1964 Beyond Theology: The Art of Godmanship, Pantheon Books, ISBN 0-394-71923-9
- 1966
- 1967 Nonsense, illustrations by Greg Irons (a collection of literary nonsense), San Francisco: Stolen Paper Editions OCLC 3992418
- 1968 Cloud-hidden, Whereabouts Unknown: A Mountain Journal, Pantheon Books. Also published in Canada in 1974 by Jonathan Cape, ISBN 0224009729, 0-394-71999-9
- 1970 Does It Matter?: Essays on Man's Relation to Materiality, Pantheon Books, ISBN 0-394-71665-5
- 1971 The Temple of Konarak: Erotic Spirituality, with photographs by Eliot Elisofon, London: Thames and Hudson. Also published as Erotic Spirituality: The Vision of Konarak, New York: Macmillan
- 1972 The Art of Contemplation: A Facsimile Manuscript with Doodles, Pantheon Books
- , Vintage Books pocket edition 1973, ISBN 0-394-71951-4, New World Library edition, 2007, ISBN 1-57731-584-7

### Posthume værker
- 1974 The Essence of Alan Watts, ed. Mary Jane Watts, Celestial Arts
- 1975 Tao: The Watercourse Way, with Chungliang Al Huang, Pantheon
- 1976 Essential Alan Watts, ed. Mark Watts,
- 1978 Uncarved Block, Unbleached Silk: The Mystery of Life
- 1979 Om: Creative Meditations, ed. Mark Watts
- 1982 Play to Live, ed. Mark Watts
- 1983 Way of Liberation: Essays and Lectures on the Transformation of the Self, ed. Mark Watts
- 1985 Out of the Trap, ed. Mark Watts
- 1986 Diamond Web, ed. Mark Watts
- 1987 The Early Writings of Alan Watts, ed. John Snelling, Dennis T. Sibley, and Mark Watts
- 1990 The Modern Mystic: A New Collection of the Early Writings of Alan Watts, ed. John Snelling and Mark Watts
- 1994 Talking Zen, ed. Mark Watts
- 1995 Become What You Are, Shambhala, expanded ed. 2003. ISBN 1-57062-940-4
- 1995 Buddhism: The Religion of No-Religion, ed. Mark Watts A preview from Google Books
- 1995 The Philosophies of Asia, ed. Mark Watts
- 1995 The Tao of Philosophy, ed. Mark Watts, edited transcripts, Tuttle Publishing, 1999. ISBN 0-8048-3204-8
- 1996 Myth and Religion, ed. Mark Watts
- 1997 Taoism: Way Beyond Seeking, ed. Mark Watts
- 1997 Zen and the Beat Way, ed. Mark Watts
- 1998 Culture of Counterculture, ed. Mark Watts
- 1999 Buddhism: The Religion of No-Religion, ed. Mark Watts, edited transcripts, Tuttle Publishing. ISBN 0-8048-3203-X
- 2000 Eastern Wisdom, ed. Mark Watts, MJF Books. ISBN 1-56731-491-0, three books in one volume: What is Zen?, What is Tao?, and An Introduction to Meditation (Still the Mind). Assembled from transcriptions of audio tape recordings made by his son Mark, of lectures and seminars given by Alan Watts during the last decade of his life.
- 2000 Still the Mind: An Introduction to Meditation, ed. Mark Watts, New World Library. ISBN 1-57731-214-7
- 2000 What Is Tao?, ed. Mark Watts, New World Library. ISBN 1-57731-168-X
- 2000 What Is Zen?, ed. Mark Watts, New World Library. ISBN 0-394-71951-4 A preview from Google Books
- 2002 Zen, the Supreme Experience: The Newly Discovered Scripts, ed. Mark Watts, Vega
- 2006 Eastern Wisdom, Modern Life: Collected Talks, 1960–1969, New World Library
- 2017 Collected Letters of Alan Watts, Ed. Joan Watts & Anne Watts, New World Library. ISBN 978-1608684151